# Jabłonica (rejon nadwórniański)
Jabłonica (ukr. Яблуниця, Jabłunycia) – wieś na Ukrainie, w obwodzie iwanofrankiwskim, w rejonie nadwórniańskim. W 2001 roku liczyła 1986 mieszkańców.
W Jabłonicy znajduje się rzymskokatolicka parafia św. Zygmunta Gorazdowskiego w Jabłonicy.
Wieś była osadzona na prawie wołoskim.
W II Rzeczypospolitej miejscowość była siedzibą gminy wiejskiej Jabłonica w powiecie nadwórniańskim województwa stanisławowskiego. Siedzibę miał tu Komisariat Straży Celnej „Jabłonica” oraz ulokowane były trzy placówki Straży Celnej.
5 marca 2020 wyłączona z Jaremcza i włączona do hromady Polanica.